# GBS Maximum 30
Die Maximum-Triebwagen vom Typ 30 (ab 1934 zunächst TD beziehungsweise TDO, später TD 07/25) waren mit je zwei Maximum-Drehgestellen ausgestattete Straßenbahnwagen, die ab 1907 bei der Großen Berliner Straßenbahn zum Einsatz kamen. Von den insgesamt 365 ausgelieferten Wagen wurden 108 ab 1925 umgebaut, wobei die Plattformen an den Wagenenden geschlossen wurden. Ein Teil der Fahrzeuge wurde auf Ost-Berliner Seite in den 1960er Jahren in den Bau der Rekowagen der Typen TE 63 und TE 64 einbezogen, wobei aber nur wenige Teile der elektrischen Ausrüstung sowie – für statistische Zwecke – die Wagennummern verwendet wurden. Bis heute sind drei Fahrzeuge, eines davon zurückversetzt in den Ursprungszustand, erhalten geblieben; alle drei sind als fahrfähige Exponate im Bestand des Denkmalpflege-Vereins Nahverkehr Berlin.

## Geschichte

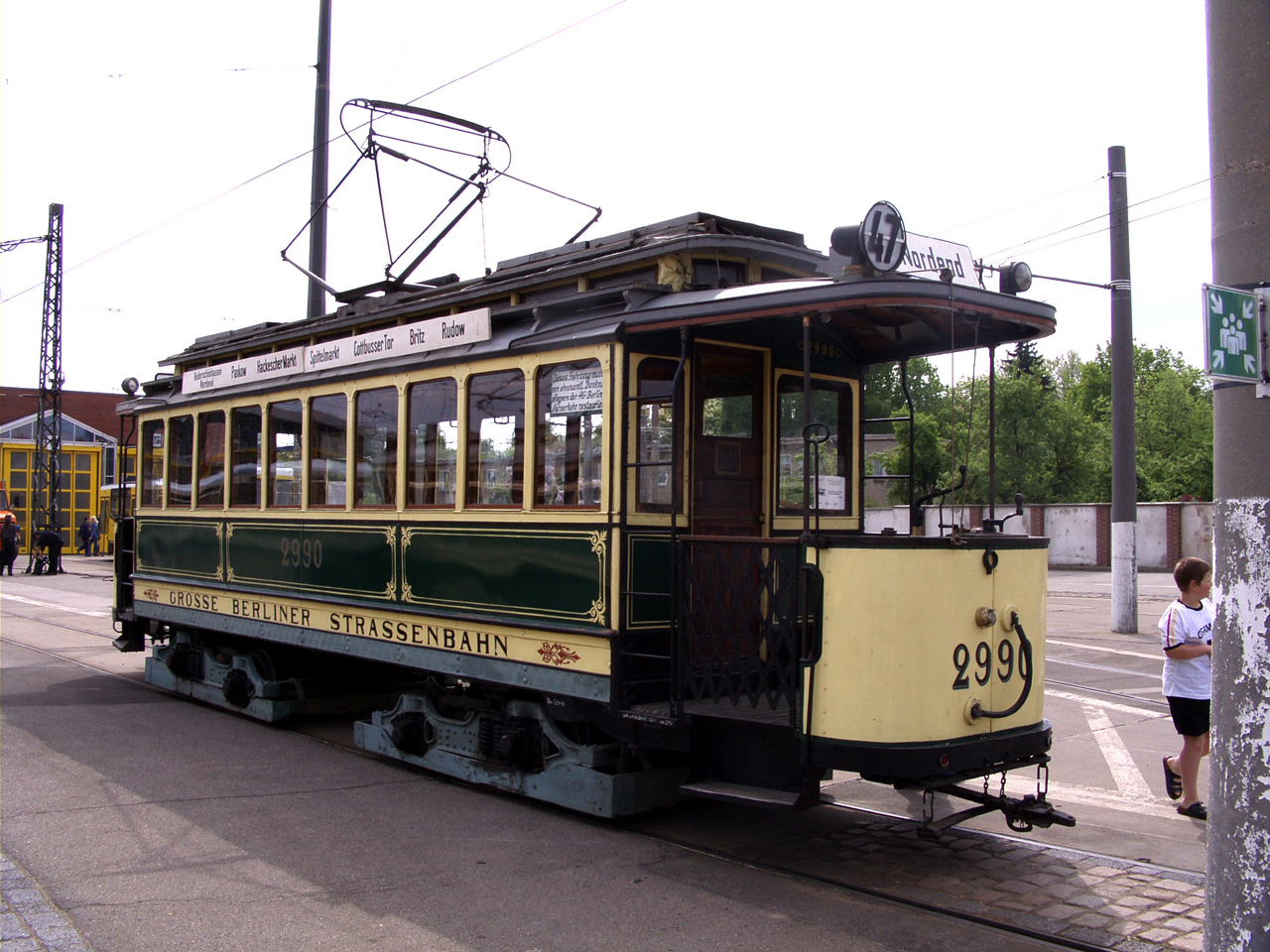
Triebwagen 2990 der GBS in Ursprungszustand von 1913 zurückversetzt; der Scherenstromabnehmer musste belassen werden, weil die für Stangenstromabnehmer nötigen Luftweichen nicht mehr vorhanden sind

Zwischen 1896 und 1902 elektrifizierte die Große Berliner Straßenbahn ihr Straßenbahnnetz. Nach beträchtlicher Steigerung der Fahrgastzahl reichten die während dieser Phase beschafften Fahrzeuge jedoch nicht mehr aus. Die in großer Stückzahl beschafften Berolina-Wagen hatten zudem mit neun Metern Länge bei nur 1,75 Metern Achsstand durch die großen Überhänge an den Wagenenden einen relativ unruhigen Lauf. Eine Vergrößerung des Achsstands kam jedoch wegen der Gleisgeometrie des Netzes nicht unbedingt in Frage. Die GBS ging daher zu vierachsigen Triebwagen mit zwei Maximum-Drehgestellen über. In jedem Drehgestell war eine Achse angetrieben, der Raddurchmesser der Laufradsätze war kleiner als der der Triebräder. Die ersten Wagen vom Typ Maximum 27 wurden 1901 ausgeliefert, die verbesserte Variante des Typs Maximum 30 o folgte ab 1907. Insgesamt bestellte die GBS 365 Wagen dieses Typs, die bis 1912 ausgeliefert wurden. Markant für die Fahrzeuge waren neben ihrem Antrieb die zehn Fenster an den Seiten. Die Wagen hatten offene Plattformen.
Nachdem die GBS 1920 in der „Berliner Straßenbahn“ aufgegangen war, erhielten die Wagen neue Nummern in der Zahlenfolge ab 5000, die von den Nachfolgebetrieben übernommen wurde. 1925 veranlasste Berliner Straßenbahn-Betriebs-GmbH (BSBG) – welche 1923 aus der Berliner Straßenbahn hervorgegangen war – den Umbau von 108 Wagen. Diese erhielten geschlossene Berliner Einheitsplattformen, die Wagenkästen wurden äußerlich angepasst. Zur Unterscheidung wurden die umgebauten Wagen als Typ Maximum 30 g bezeichnet. Die übrigen 257 Wagen wurden äußerlich unverändert belassen, aber elektrisch verbessert.

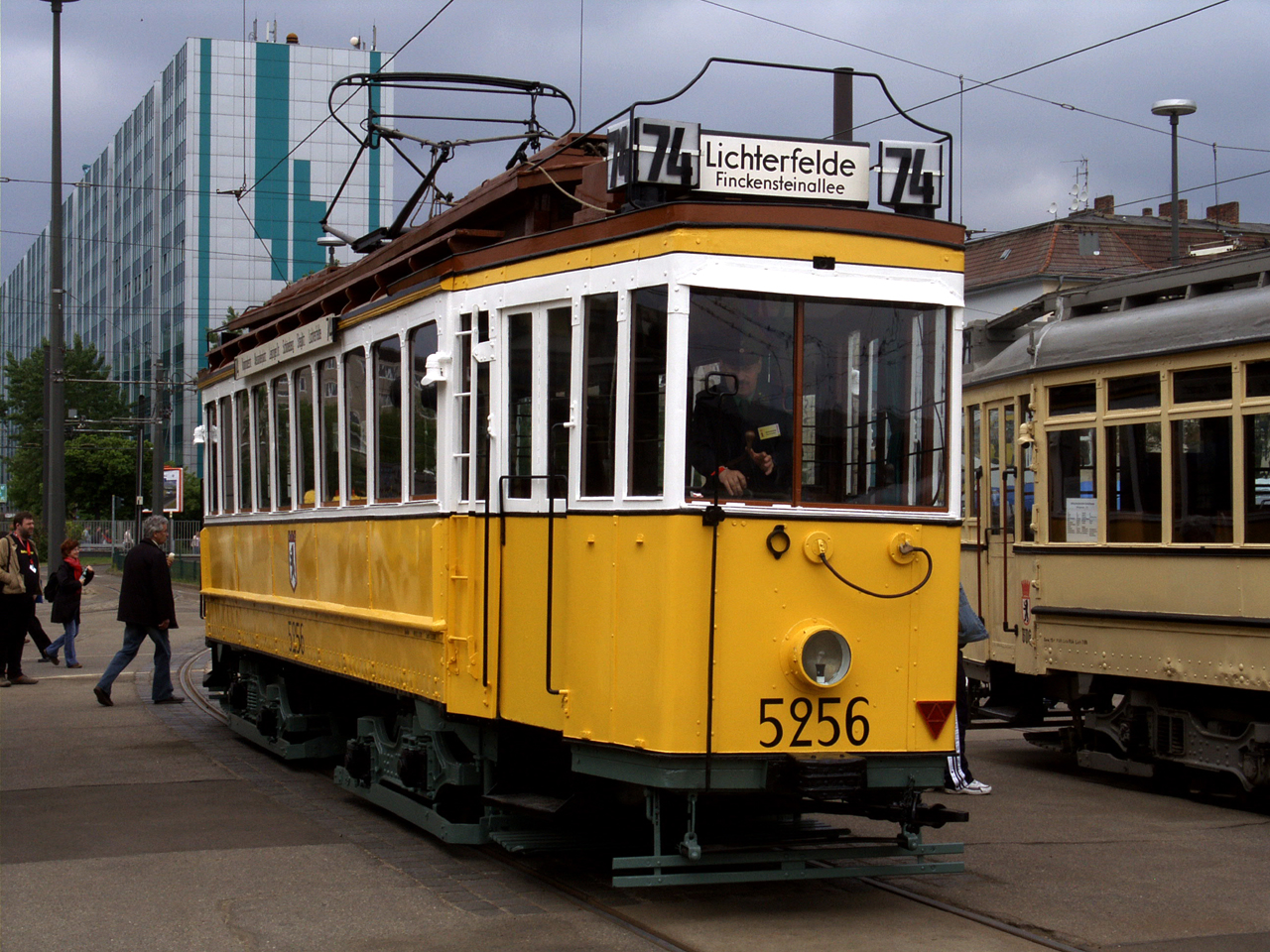
Triebwagen 5256 im Zustand von 1932

Ab 1934 wurden die Fahrzeuge gemäß dem neu eingeführten BVG-Typenschlüssel als TDO beziehungsweise TD geführt. Zu diesem Zeitpunkt begann die BVG mit der Ausmusterung der originalen TDO. Nach den Olympischen Spielen von 1936 verschwanden auch die letzten Exemplare aus dem Betrieb. Die TD-Wagen erhielten später die Bezeichnung TD 07/25.
Den Zweiten Weltkrieg überstanden insgesamt 78 Wagen. Einer davon, der Wagen 5282, verkehrte ab 1944 leihweise bei der Woltersdorfer Straßenbahn, nachdem eine am 27. Januar 1944 abgeworfene Luftmine den größten Teil des dort vorhandenen Wagenparks beschädigt hatte. Bei der Teilung der BVG in zwei Betriebe gelangten 48 Wagen zur BVG-West, 31 zur BVG-Ost. In der westlichen Stadthälfte wurden diese Wagen bis 1955 ausgemustert und verschrottet. Ein Teil der Fahrmotoren fand Verwendung in den T24/55.
Die BVG-Ost hingegen ließ alle ihre Maximum-Triebwagen ab 1951 bei mehreren Betrieben grundlegend umbauen. Als wesentliche Maßnahmen sind der Austausch des Laternendachs durch ein Tonnendach sowie der Einbau von Lüftungsklappen in die seitlichen Fenster zu nennen. Ein Wagen (5249) ging 1964 zur Potsdamer Straßenbahn, ein weiterer (5231) wurde in den 1960er Jahren als Wagenkastenspender für den Unfallwagen 5416 des Typs TDS 08/24 verwendet. Die übrigen Wagen wurden bis 1969 ausgemustert; zuletzt verkehrten sie auf der Linie 84 zwischen Friedrichshagen und Altglienicke. Drei Wagen wurden von der Arbeitsgemeinschaft Kleinbahnfreunde übernommen, welche die Wagen auf die Freifläche des Woltersdorfer Straßenbahndepots brachte. Nacheinander wurden die Wagen restauriert. Der Wagen 5274 wurde bis 1973 im Zustand von 1952 hergerichtet und stand seitdem wieder für Sonderfahrten bereit. Ab 1974 wurden die drei Wagen nach Berlin zurückgebracht und anschließend restauriert. 1978 folgte die Fertigstellung des Wagens 5256 im Zustand von 1932 und 1981 die vom Wagen 5279 im Zustand von 1913. Letzterer erhielt anschließend seine ursprüngliche Nummer 2990 zurück.